# Gil Villeneuve
Gil Villeneuve (Marselha, França, 25 de dezembro de
1851; Vilarejo de São João do Forte, Baião, Brasil, 5 de maio de 1905), aportuguesado como Gil Vilanova e Gil de Villa Nova, foi um sertanista, escritor, professor e frade dominicano, de origem francesa, que se destacou por seu trabalho junto a população indígena e ribeirinha na região do Bico do Papagaio, no Brasil.
Foi o idealizador das dioceses do Araguaia e de Marabá, e árduo missionário nos estados de Goiás, Maranhão, Pará e Tocantins. Foi também o pioneiro fundador dos municípios de Conceição do Araguaia, Santa Maria das Barreiras (sob o nome de Santana do Araguaia) e Pau-d'Arco.
Como sertanista, desempenhou um grande trabalho, pacificando populações indígenas, e afastando-as do contato com a civilização. Em seu tempo, era uma das figuras públicas mais influentes na Amazônia.

## Biografia
Nasceu em 25 de dezembro de 1851 em Marselha, no departamento de Bocas do Ródano na França.
Começou seus estudos no Liceu Thiers em 1866. Em 1870 matriculou-se no curso de Direito da Universidade de Aix-Marselha. Ao terminar seu bacharelato em Direito, alista-se como voluntário no Exército Francês, sendo promovido a sargento.

### Carreira religiosa
Em 1875 se apresenta como postulante ao noviciado de São Maximino recebendo o hábito dominicano em 13 de maio do mesmo ano. Durante o período de formação destacou-se, sendo um estudante aplicado. Afilia-se neste período a doutrina religiosa da Escola Tomista.
Em setembro de 1879 é ordenado sacerdote. Devido a sua destacada passagem pela academia eclesiástica, foi escolhido para ser professor de dogmática do Curso de São Tomás dado aos noviços residentes na Universidade de Salamanca, na Espanha. Neste período, fez parte do conselho do convento universitário e recebeu o grau de "Mestre dos Irmãos Conversos".
Em 1885 regressa à França, com os demais frades franceses de Salamanca. Em Toulouse, solicita permissão para partir ao Brasil onde seria missionário  entre as populações indígenas. Aceita a solicitação, frei Gil embarca para o Brasil, chegando em setembro de 1887 ao destino previsto, a cidade de Uberaba. 
Ficou por um curto período em Uberaba, e partiu para sede da diocese, a cidade de Vila Boa de Goyaz. Chegando a Vila Boa, foi destacado para ser missionário na região do Araguaia. Já no Araguaia, em 3 de novembro de 1888 fundou o convento e a Paróquia Sagrado Coração de Jesus, á margem esquerda do Rio Araguaia, no território do município de Baião, na província do Grão-Pará. Em torno da sede da paróquia, surgiu o vilarejo de Conceição do Araguaia onde ocorreu o trabalho mais significativo da missão dominicana no Araguaia.
Frei Gil mantinha um periódico denominado "A Cruz", sendo este o primeiro a circular nos estados do Tocantins e na região sul do Pará. O periódico foi fundado em 1900 e circulou até sua morte em 1905.

### Como sertanista
Frei Gil desempenhou um importante papel como sertanista, pois foi o primeiro a manter contato pacífico com as populações indígenas Karajá. Conseguiu remover populações indígenas que mendigavam, ou eram apressadas para o trabalho escravo nas localidades de Marabá, Boa Vista do Tocantins e Imperatriz, levando-as para o vilarejo de Conceição do Araguaia, colocando-as sob os cuidados da Paróquia do Sagrado Coração de Jesus.
Em 1895 conseguiu mediar o fim da Primeira Revolta de Boa Vista, que ocorria na região de Boa Vista do Tocantins desde 1892. Este violento conflito entre grupos oligarcas locais, que levou á morte cerca de 50 pessoas, acontecia desde a proclamação da república, e colocava em lados opostos os deodoristas (liberais) e os florianistas (conservadores), que almejavam tomar o poder da região após o fim do império.

### Morte
Frei Gil morreu em 5 de maio de 1905, aos 54 anos no vilarejo de São João do Forte (atual São João do Araguaia), á época município de Baião. A causa provável de sua morte teria sido complicações devido a malária.

## Imperfeições históricas
Diversas imperfeições históricas cercam a história do frei Gil Villeneuve, sendo elas:
- Seu local de nascimento que, às vezes, colocam-no como nascido em Toulouse;[6]
- Sua chegada ao Brasil, que dão como 1897;[6]
- E a data de sua morte, dá qual relatam ter acontecido na década de 1980. Esta diferença gritante existe provavelmente por haver uma confusão entre os nomes do frei Gil Villeneuve e o frei Gil Gomes Leitão. Frei Gomes Leitão por coincidência, atuou como missionário na mesma região que o frei Villeneuve.[7]